# Llista d'aeroports de Lituània
Aquesta és una llista dels aeroports de Lituània, agrupats per tipus i ordenats per localització.

## Aeroports
| Ciutat / Localització | OACI | IATA | Nom de l'aeroport                                             | Coordenades                                           |
| --------------------- | ---- | ---- | ------------------------------------------------------------- | ----------------------------------------------------- |
| Internacional         | ŽŽ   | ŽŽ   | ŽŽ                                                            | ŽŽ                                                    |
| Kaunas                | EYKA | KUN  | Aeroport Internacional de Kaunas                              | 54° 57′ 50″ N, 024° 05′ 05″ E / 54.96389°N,24.08472°E |
| Palanga               | EYPA | PLQ  | Aeroport Internacional de Palanga                             | 55° 58′ 24″ N, 021° 05′ 38″ E / 55.97333°N,21.09389°E |
| Šiauliai              | EYSA | SQQ  | Aeroport Internacional de Šiauliai (CIV/MIL)                  | 55° 53′ 38″ N, 023° 23′ 42″ E / 55.89389°N,23.39500°E |
| Vílnius               | EYVI | VNO  | Aeroport Internacional de Vílnius                             | 54° 38′ 13″ N, 025° 17′ 16″ E / 54.63694°N,25.28778°E |
| Domèstics             | ŽŽ   | ŽŽ   | ŽŽ                                                            | ŽŽ                                                    |
| Akmenė                | EYNA |      | Aeroport d'Akmenė (Akmenė Aero Club)                          | 56° 14′ 34″ N, 022° 43′ 58″ E / 56.24278°N,22.73278°E |
| Alytus                | EYAL |      | Alytus (Alytus Aero Club)                                     | 54° 24′ 47″ N, 024° 03′ 25″ E / 54.41306°N,24.05694°E |
| Barysiai / Šiauliai   | EYSB | HLJ  | Aeroport de Barysiai (Šiauliai Airport) (CIV/MIL)             | 56° 04′ 17″ N, 023° 33′ 11″ E / 56.07139°N,23.55306°E |
| Biržai                | EYBI |      | Aeroport de Biržai (Biržai Aero Club)                         | 56° 10′ 29″ N, 024° 45′ 53″ E / 56.17472°N,24.76472°E |
| Druskininkai          | EYDR |      | Druskininkų                                                   | 54° 00′ 59″ N, 023° 56′ 37″ E / 54.01639°N,23.94361°E |
| Jurbarkas             | EYJB |      | Aeroport de Jurbarkas                                         | 55° 07′ 05″ N, 22° 45′ 54″ E / 55.11806°N,22.76500°E  |
| Kartena / Klaipėda    | EYKT |      | Aeroport de Kartena (Klaipėda Glider Club)                    | 55° 55′ 13″ N, 021° 34′ 02″ E / 55.92028°N,21.56722°E |
| Kaunas                | EYKG |      | Aeroport de Kaunas/Gamykla (Kaunas State Aviation Enterprise) | 54° 52′ 46″ N, 023° 54′ 18″ E / 54.87944°N,23.90500°E |
| Kaunas                | EYKS |      | Aeroport de S. Darius i S. Girėnas                            | 54° 52′ 49″ N, 023° 52′ 55″ E / 54.88028°N,23.88194°E |
| Kazlų Rūda            | EYKR |      | Base aèrea de Kazlų Rūda (MIL)                                | 54° 48′ 20″ N, 23° 31′ 59″ E / 54.80556°N,23.53306°E  |
| Kėdainiai             | EYKD |      | Aeroport de Kėdainiai                                         | 55° 18′ 42″ N, 023° 57′ 12″ E / 55.31167°N,23.95333°E |
| Klaipėda              | EYKL | KLJ  | Aeroport de Klaipėda                                          | 55° 42′ 43″ N, 021° 14′ 34″ E / 55.71194°N,21.24278°E |
| Kyviškės              | EYVK |      | Aeròdrom de Kyviškės (MIL)                                    | 54° 40′ 05″ N, 25° 30′ 56″ E / 54.66806°N,25.51556°E  |
| Molėtai               | EYMO |      | Aeroport de Molėtai (Molėtai Aero Club)                       | 55° 06′ 47″ N, 025° 20′ 12″ E / 55.11306°N,25.33667°E |
| Nemirseta             | EYNE |      | Aeroport de Nemirseta                                         | 55° 51′ 42″ N, 021° 04′ 44″ E / 55.86167°N,21.07889°E |
| Nida                  | EYND |      | Aeroport de Nida                                              | 55° 19′ 40″ N, 021° 02′ 44″ E / 55.32778°N,21.04556°E |
| Paluknys / Vilnius    | EYVP |      | Aeroport de Paluknys (Vilnius Aero Club)                      | 54° 28′ 59″ N, 024° 59′ 23″ E / 54.48306°N,24.98972°E |
| Panevėžys             | EYPN |      | Aeroport de Panevėžys (Panevėžys Aero Club)                   | 55° 42′ 32″ N, 024° 20′ 43″ E / 55.70889°N,24.34528°E |
| Panevėžys / Istra     | EYPI |      | Aeroport de Panevėžys/Istra (Aerodromas "Istra")              | 55° 49′ 39″ N, 024° 21′ 23″ E / 55.82750°N,24.35639°E |
| Panevėžys             | EYPP | PNV  | Base aèrea de Panevėžys (Pajuostis)                           | 55° 43′ 48″ N, 024° 27′ 36″ E / 55.73000°N,24.46000°E |
| Pikeliškės            | EYPK |      | Aeroport de Pikeliškės                                        |                                                       |
| Pociūnai / Kaunas     | EYPR |      | Aeroport de Pociūnai (Kaunas Parachute Club)                  | 54° 39′ 13″ N, 024° 03′ 26″ E / 54.65361°N,24.05722°E |
| Rojūnai               | EYRO |      | Aeroport de Rojūnai                                           | 55° 36′ 40″ N, 024° 13′ 03″ E / 55.61111°N,24.21750°E |
| Rokiškis              | EYRK |      | Aeroport de Rokiškis                                          | 55° 58′ 19″ N, 25° 36′ 15″ E / 55.97194°N,25.60417°E  |
| Rūdiškės              | EYRD |      | Aeroport de Rūdiškės                                          | 54° 29′ 49″ N, 023° 43′ 06″ E / 54.49694°N,23.71833°E |
| Rukla / Jonava        | EYRU |      | Aeroport de Rukla (Aeroport de Jonava)                        | 55° 00′ 36″ N, 024° 21′ 48″ E / 55.01000°N,24.36333°E |
| Sasnava               | EYMM |      | Aeroport de Sasnava (Marijampole Aero Club)                   | 54° 39′ 44″ N, 023° 27′ 08″ E / 54.66222°N,23.45222°E |
| Šeduva / Šiauliai     | EYSE |      | Aeroport de Šeduva (Šiauliai Aero Club)                       | 55° 44′ 42″ N, 023° 48′ 31″ E / 55.74500°N,23.80861°E |
| Šilutė                | EYSI |      | {Aeroport de Šilutė (MIL)                                     | 55° 20′ 13″ N, 21° 31′ 50″ E / 55.33694°N,21.53056°E  |
| Tauragė               | EYTR |      | Aeroport de Tauragė (Tauragė Aero Club)                       | 55° 13′ 54″ N, 022° 09′ 01″ E / 55.23167°N,22.15028°E |
| Telšiai               | EYTL |      | Aeroport de Telšiai (Telšiai Aero Club)                       | 55° 59′ 15″ N, 022° 17′ 33″ E / 55.98750°N,22.29250°E |
| Tirkšliai / Mažeikiai | EYMA |      | Aeroport de Tirkšliai (Mažeikiai Aviation Sport Club)         | 56° 13′ 43″ N, 022° 15′ 17″ E / 56.22861°N,22.25472°E |
| Utena                 | EYUT |      | Aeroport de Utena (Utena Aero Club)                           | 55° 29′ 21″ N, 025° 43′ 06″ E / 55.48917°N,25.71833°E |
| Zarasai               | EYZA |      | Aeroport de Zarasai (Zarasai Aero Club)                       | 55° 45′ 09″ N, 026° 15′ 25″ E / 55.75250°N,26.25694°E |
| Žėkiškės              | EYZE |      | Aeroport de Žėkiškės                                          |                                                       |